# Campionati mondiali di sollevamento pesi 2021 - 102 kg maschile
Le gare di sollevamento pesi della categoria fino a 102 kg maschile — pesi massimi primi — dei campionati mondiali del 2021 si sono svolte il 15 dicembre 2021 a Tashkent presso l'Uzbekistan Sport Complex.

## Programma
L'orario indicato corrisponde a quello uzbeko (UTC+05:00)
| Data             | Orario | Evento   |
| ---------------- | ------ | -------- |
| 15 dicembre 2021 | 13:00  | Gruppo B |
| 15 dicembre 2021 | 19:00  | Gruppo A |

## Medagliati
Per ciascun esercizio, i primi tre classificati sono i seguenti:
| Esercizio | Oro             | Oro    | Argento              | Argento | Bronzo           | Bronzo |
| --------- | --------------- | ------ | -------------------- | ------- | ---------------- | ------ |
| Strappo   | Jin Yun-seong   | 180 kg | Rasoul Motamedi      | 177 kg  | Samvel Gasparyan | 175 kg |
| Slancio   | Rasoul Motamedi | 220 kg | Bekdoolot Rasulbekov | 217 kg  | Amir Hoghoughi   | 216 kg |
| Totale    | Rasoul Motamedi | 397 kg | Jin Yun-seong        | 396 kg  | Amir Hoghoughi   | 388 kg |

## Record
Prima di questa competizione, i record mondiali esistenti erano i seguenti:
| Record mondiale | Strappo | Mondiale standard | 191 kg | — | 1º novembre 2018 |
| Record mondiale | Slancio | Mondiale standard | 231 kg | — | 1º novembre 2018 |
| Record mondiale | Totale  | Mondiale standard | 412 kg | — | 1º novembre 2018 |

## Risultati
| Pos. | Atleta                     | Gr. | Peso atleta | Strappo (kg) | Strappo (kg) | Strappo (kg) | Strappo (kg) | Slancio (kg) | Slancio (kg) | Slancio (kg) | Slancio (kg) | Totale |
| Pos. | Atleta                     | Gr. | Peso atleta | 1            | 2            | 3            | Pos.         | 1            | 2            | 3            | Pos.         | Totale |
| ---- | -------------------------- | --- | ----------- | ------------ | ------------ | ------------ | ------------ | ------------ | ------------ | ------------ | ------------ | ------ |
|      | Rasoul Motamedi (IRI)      | A   | 101.30      | 170          | 170          | 177          |              | 215          | 220          | 220          |              | 397    |
|      | Jin Yun-seong (KOR)        | A   | 101.70      | 176          | 180          | 183          |              | 216          | 216          | 220          | 4            | 396    |
|      | Amir Hoghoughi (IRI)       | A   | 100.50      | 167          | 172          | 175          | 5            | 210          | 216          | 218          |              | 388    |
| 4    | Bekdoolot Rasulbekov (KGZ) | A   | 101.60      | 163          | 163          | 167          | 9            | 207          | 216          | 217          |              | 384    |
| 5    | Aleksandr Kibanov (RWF)    | A   | 101.60      | 165          | 170          | 173          | 7            | 203          | 208          | 212          | 5            | 378    |
| 6    | Vasil Marinov (BUL)        | A   | 101.80      | 168          | 172          | 173          | 8            | 205          | 211          | 212          | 6            | 373    |
| 7    | Aliaksandr Venskel (BLR)   | B   | 101.90      | 167          | 167          | 172          | 4            | 200          | 205          | 205          | 9            | 372    |
| 8    | Fedor Petrov (RWF)         | A   | 101.80      | 160          | 160          | 165          | 13           | 205          | 205          | 208          | 7            | 365    |
| 9    | Irakli Chkheidze (GEO)     | B   | 101.00      | 157          | 162          | 162          | 10           | 193          | 201          | 206          | 8            | 363    |
| 10   | Zaza Lomtadze (GEO)        | B   | 101.70      | 151          | 155          | 158          | 14           | 187          | 193          | 198          | 10           | 351    |
| 11   | Tudor Ciobanu (MDA)        | B   | 99.50       | 155          | 160          | 163          | 12           | 190          | 196          | 196          | 11           | 350    |
| 12   | Dong Bing-cheng (TPE)      | B   | 101.40      | 155          | 160          | 163          | 11           | 190          | 190          | 197          | 12           | 350    |
| 13   | Kurbonmurod Nomozov (UZB)  | B   | 101.40      | 148          | 153          | 157          | 15           | 180          | 187          | —            | 13           | 340    |
| 14   | Rashed Quran (CAN)         | B   | 101.20      | 145          | 145          | 150          | 16           | 175          | 180          | 185          | 14           | 330    |
| 15   | Jack Madanamoothoo (MRI)   | B   | 100.60      | 135          | 145          | 145          | 17           | 160          | 171          | 175          | 15           | 306    |
| —    | Samvel Gasparyan (ARM)     | A   | 101.70      | 175          | 180          | 181          |              | 215          | 215          | 215          | —            | —      |
| —    | Arsen Martirosyan (ARM)    | A   | 101.30      | 170          | 175          | 175          | 6            | 210          | 210          | 210          | —            | —      |